# مرض حويصلي فقاعي
المرض الحويصلي الفقاعي هو نوع من الأمراض الجلدية المخاطية التي تتميز بالحويصلات والفقاعات (أي البثور). كل من الحويصلات والفقاعات آفات مملوءة بالسوائل، ويتم تمييزها عن بعضها بالحجم (الحويصلات أقل من 5-10   مم والفقاعة أكبر من 5-10   مم، اعتمادًا على التعريف المستخدم). في حالة الأمراض الحويصلية الفقاعية التي تُعد أيضًا اضطرابات مناعية ذاتية، يُستخدم المصطلح immunobullous أحيانًا. تشمل أمثلة الأمراض الحويصلية الفقاعية ما يلي:
- المعدية : (فيروسية)
  - الهربس البسيط
  - عدوى الحماق النطاقي
  - مرض اليد و القدم و الفم
  - هيربانجينا
  - الحصبة (روبيولا)
- فقاعي مناعي:
  - الفقاع الشائع[2]
  - شبيه الفقاع
  - التهاب الجلد الحلئي الشكل
  - مرض الجلوبيولين المناعي الخطي A ( مرض الغلوبولين المناعي الخطي)
- وراثي :
  - انحلال البشرة الفقاعي[3]

بعض الميزات هي كما يلي:
| اسم                       | انحلال الأشواك ؟ | جلوبيولين مناعي |
| ------------------------- | ---------------- | --------------- |
| انحلال البشرة الفقاعي     | نعم              | في الغالب IgG   |
| شبيه الفقاع الفقاعي       | لا               | في الغالب IgG   |
| التهاب الجلد الحلئي الشكل | لا               | IgA             |